# Line Walker 2: Invisible Spy
Série
Line Walker
(2016)
Pour plus de détails, voir Fiche technique et Distribution.
Line Walker 2: Invisible Spy (使徒行者2：諜影行動, Shi tu xing zhe 2: Die ying xing dong) est un film d'action sino-hongkongais réalisé par Jazz Boon (en) et sorti en 2019 à Hong Kong. C'est la suite de Line Walker (2016).
Il totalise 85,7 millions US$ de recettes au box-office.

## Synopsis
Une organisation terroriste internationale enlève de nombreux enfants, les transformant en espions pour infiltrer diverses police du monde entier. Après que les inspecteurs Yip (Francis Ng) et Ching (Nick Cheung) aient arrêté une pirate informatique nommée Yiu (Jiang Pei-yao) qui était sur le point de reconstituer les plans de l'organisation, l’inspecteur Cheng (Louis Koo) tente de leur retirer l'affaire. Il devient progressivement évident que des taupes ont infiltré la police de Hong Kong.

## Fiche technique
- Titre original : 使徒行者2：諜影行動
- Titre international : Line Walker 2: Invisible Spy
- Réalisation : Jazz Boon (en)
- Scénario : Cat Kwan
- Photographie : Jason Kwan
- Musique : Yusuke Hatano (en) et Timo Jaeger
- Production : Andrew Lau et Virginia Lok
- Société de production : Shaw Brothers International Pictures (en) et Television Broadcasts Limited
- Pays d'origine :  Hong Kong
- Langue originale : cantonais et mandarin
- Format : couleur
- Genre : action,thriller
- Durée : 98 minutes
- Dates de sortie :
  -  Chine : 7 août 2019
  -  Hong Kong et  Singapour : 8 août 2019
  -  Australie et  Nouvelle-Zélande : 15 août 2019
  -  Canada et  États-Unis : 16 août 2019
  -  Taïwan : 30 août 2019
  -  Viêt Nam : 6 septembre 2019

## Distribution
- Nick Cheung : l'inspecteur en chef Ching
- Louis Koo : le surintendant de l'escadre de sécurité Cheng
- Francis Ng : le surintendant Yip
- Jiang Peiyao : la journaliste et pirate Yiu
- Joe Ma (en) : le commissaire de la police de Hong Kong
- Huang Zhizhong (en) : Mr Tung
- Benjamin Yuen (en) : Ah John, l'homme de main de Cheng
- Joel Chan (en) : le surintendant principal Leung
- Zhang Yichi : Demon, un homme de main de Mr Tung

### Caméos
- Au Siu-wai : un homme d'affaires
- Grace Wong (en) : une inspectrice
- Kaman Kong (en) : une inspectrice
- Bowie Cheung : un inspecteur